# Fragile
|  | Per a altres significats, vegeu «Fragile (àlbum)». |

Fragile Dreams: Farewell Ruins of the Moon és un videojoc de rol per a Wii de la companyia japonesa Bandai-Namco.
Va ser presentat oficialment el 22 de novembre de 2007 al Japó, i el seu llançament va ser el 22 de gener del 2009 al Japó, però no ha arribat a Europa fins al 19 de març del 2010. El joc no ha estat traduït al català, però si en anglès i francès, però existeix l'opció de jugar amb subtitols en castellà.

## Argument
En Seto és un noi a qui se li acaba de morir l'avi, que sempre l'ha cuidat. El problema és que és l'única persona que ha conegut en la seva vida, ja que tota la humanitat està extinta (tot i que no se sap el perquè). Seto s'adona que està totalment sol. A partir d'aquest punt, Seto empendrà un viatge cap a la "torre vermella i alta" en busca de supervivents, tal com li ha dit el seu avi en una carta que li ha deixat abans de morir, i començarà a conèixer coses que mai s'havia imaginat.

## Personatges
Seto: És un noi de 15 anys. Després que el seu avi morís, Seto emprèn un viatge en busca de supervivents com ell, tenint com una pista la carta que li ha deixat el seu avi.
La noia del cabell platejat: Una noia misteriosa, que vesteix robes molt lleugeres. El Seto la seguirà, en ser la primera persona que troba viva, a més de tocar-li la galta i veure que és real. Es podria dir que la història es desenvolupa al voltant de la cerca d'aquesta noia.
Té molta afinitat amb els gats que troba, i també li agrada dibuixar per allà on passa, d'una manera molt infantil.
Crow: Noi del que se sap poca cosa, ja que és amnesic respecte al seu passat. Tot i això, és mostra prepotent, i confiat de si mateix, i ell també cerca alguna cosa: el seu passat. Vol saber-ne coses, ja que no en recorda absolutament res, i l'única cosa que té com a referència, és una fotografia on apareix amb un home gran.
Sai: És una ànima d'una noia. Té moltes cicatrius, i embenatges, el que fa pensar que ha passat per una operació quirúrgica. És irònica, i està avorrida del món per on volta, la qual cosa la porta a seguir en Seto per fer més amena el que queda de la seva existència.
Personal Frame: És una màquina, que ajuda en Seto tot el que pot aconsellant-lo. Estava abandonada a l'estació de tren, a punt d'espatllar-se a causa d'una fuga d'aigua que hi havia. En Seto la treu d'allà. És la primera amiga del protagonista, tot i ser una màquina, i sempre intentarà fer que el Seto no se senti sol.
El comerciant: Se'n sap poca cosa, d'ell. Va en busca de pedres precioses, i ell te les canvia per diners, amb els quals tu li pots comprar armes per defensar-te, i kits d'emergència.